# Усадьба Остермана (Делегатская улица)
Городская усадьба гра́фа Остерма́на — дворцовый комплекс в Москве, построенный в стиле палладианства / классицизма для графа Ивана Остермана в 1782—1787 годах. Расположен на Делегатской улице и является одним из нескольких московских домов, принадлежащих графу. С 1981 г. в здании находится Всероссийский музей декоративно-прикладного и народного искусства.

## История

### Усадьба до Остермана
Согласно архивным документам, в начале XVII века владельцем участка числился окольничий Лукьян Стрешнев. Так называемый «Стрешнев двор» находился в начале проезда, ведущего к убогому дому, ликвидированному в 1771 году из-за вспыхнувшей чумы. До XIX века этот район Москвы носил название Божедомка.
В 1626 году дочь Стрешнева Евдокия стала супругой царя Михаила Романова. В честь торжественного события Лукьяну Стрешневу были дарованы окружные земли и постройки, за счёт чего его владения значительно увеличились. Со смертью хозяина в 1650-м имение пришло в запустение. С 1660-х годов территория с имеющимися деревянными постройками перешла во владение Родиону Стрешневу, служившему стольником при Алексее Романове. Его сын Иван Стрешнев был соратником императора Петра I и принимал участие в формировании потешных полков. Именно при Иване Стрешневе в имении появились первые каменные строения.
С 1721 года территорией владела Марфа Стрешнева, жена тайного советника и политического деятеля Андрея Остермана. На тот момент имение не имело единого архитектурного стиля и представляло собой пригородное владение с каменными и деревянными строениями. К 1760-му на территории появился пруд, а к главному корпусу были пристроены перпендикулярно расположенные флигели.

### Строительство
В 1772 году на месте усадьбы был возведён комплекс жилых и хозяйственных построек, а центральное здание стало полностью каменным. Изменения комплекса в XVIII веке соответствовали моде того времени: благодаря «Манифесту о вольности дворянства», выпущенному в 1762 году, множество знатных семей съезжалось в Москву и соревновалось в оформлении особняков. Современник событий историк Иван Снегирёв отмечал, что это был «огромный и великолепный дом, который почитался одним из первых в Москве».
К 1782 году сформировался парадный двор усадебного комплекса. По бокам от главного входа располагались два искусственных пруда. В том же году владельцем стал Иван Остерман — сын Марфы Стрешневой и Андрея Остермана. В 1786-м новый хозяин усадьбы подал прошение о строительстве оранжереи. Согласно поданному плану, в главном корпусе усадьбы надстраивался третий этаж, а флигели соединялись полуциркульными одноэтажными галереями. Таким образом, к 1787 году на месте Стрешнего двора образовался дворцово-парковый ансамбль, включающий в себя главный дом с примыкающими флигелями и галереями, которые использовались как переходы между корпусами.
За неимением детей Иван Остерман передал имение в наследство внуку сестры Александру Толстому. Согласно составленному завещанию парк и московский дом должен был сохранить имя Дома Графа Остермана и оставаться только в семейном пользовании. В 1809 году усадьбу и парковую территорию посетил Александр I, а в 1812-м главное здание имения сильно пострадало из-за пожара.

### Духовная семинария
Решив навсегда уехать за границу, в 1827 году Александр Толстой закладывает усадьбу в Опекунский совет, который не решается пойти против воли покойного Ивана Остермана и не даёт разрешение на сдачу имения. Однако спустя шесть лет государственные власти сами обращаются к Толстому с просьбой продать дворец для размещения там Московской духовной семинарии. В 1834 году была подписана крепостная купчая на сумму 100 тысяч рублей (около 55 миллионов рублей по современному курсу).
Из-за степени повреждённости строений во время пожара 1812 года, находившаяся в здании духовная семинария рассматривала несколько проектов по переустройству помещений. Так, архитектор Михаил Быковский предлагал снести старые здания и возвести на их месте новые. Е. Еремеев говорил о необходимости снести хозяйственные постройки и сохранить дворец, добавив помещения с восточной и западной сторон. Однако руководство семинарии поддержало синодального архитектора Аполлона Щедрина, по проекту которого строения оставались нетронутыми, в то время как само здания дворца должно быть восстановлено и расширено в глубину участка.
В 1875 году по проекту архитектора Петра Баева была возведена пристройка к главному корпусу, где разместили рекреационную залу, примыкающаю к церковным помещениям. В 1885-м к восточной галерее было пристроено двухэтажное здание епархиального общежития.

### После революции
В 1918 году был выпущен Декрет Советской власти об отделении церкви от государства, согласно которому здание семинарии национализировали. В бывшем общежитии учреждения были поселены делегаты Всероссийского съезда Советов, главные здания стали использоваться для собраний председателей губернских советов и получили название 3-й Дом Советов, а примыкающая улица в 1941 году была переименована в Делегатскую.
После Великой Отечественной войны в здании располагались рабочие помещения Президиума Верховного Совета и Совета Министров РСФСР.
В конце 1940-х годов по проекту архитектора Владимира Гельфрейха к правому флигелю было пристроено трёхэтажное помещение, в котором располагались квартиры для членов Президиума Совета Министров.
С 1981 года в здании находится Всероссийский музей декоративно-прикладного и народного искусства.

## Архитектура
Дворцовый комплекс является репрезентативным примером русского классицизма второй половины XVIII века. В центре вестибюля центрального корпуса находится парадная лестница, а два симметрично расположенных марша ведут в аванзал на втором этаже, вокруг которого сформированы парадные помещения, образующие анфиладу, завершённую поперечными зданиями. Южный фасад дворца украшен шестипилястровым портиком коринфского ордера, а площадка на уровне второго этажа ограждена балюстрадой, связанной с анфиладой. Особенностью дворца является наличие арочных флигелей, соединённых с главным зданием проходными галереями. Имя архитектора композиции не известно, однако историки предполагают, что это мог быть Михаил Казаков или один из его учеников.
Схема парка сохранилась до наших дней и имеет стилевые особенности, характерные для усадебных комплексов XVIII века. В парке отсутствует строгая симметрия, при этом геометричность построения дорожек сохранена. Существуют три главные аллеи, ведущие с юга на север в стороне от дворца.
[Парк] состоял из трех широких аллей и нескольких меньших, пересекающихся друг с другом под прямыми углами. Густые посадки вязов и платанов давали приют певчим птицам и придавали парку Воксхолл облик лесной чащи. Холсты с изображением руин и пейзажей, расставленные в конце некоторых аллей, павильоны и специально подсвеченные статуи создавали иллюзорный эффект сада.Воспоминания англичанки Кэтрин Вильмонт, бывавшей в гостях у Ивана Остермана